# Hertford
Hertford er grevskabshovedstad (County town) i East Hertfordshire-distriktet, Hertfordshire, England, med 29.299(2021) indbyggere. Byen ligger 31 km fra London. Den nævnes i Domesday Book fra 1086, hvor den kaldes Hertforde.
Hertford Castle blev opført kort efter den normanniske erobring af England og den forblev et kongeligt residensslot indtil begyndelsen af 1600-tallet.